# Jesse H. Jones

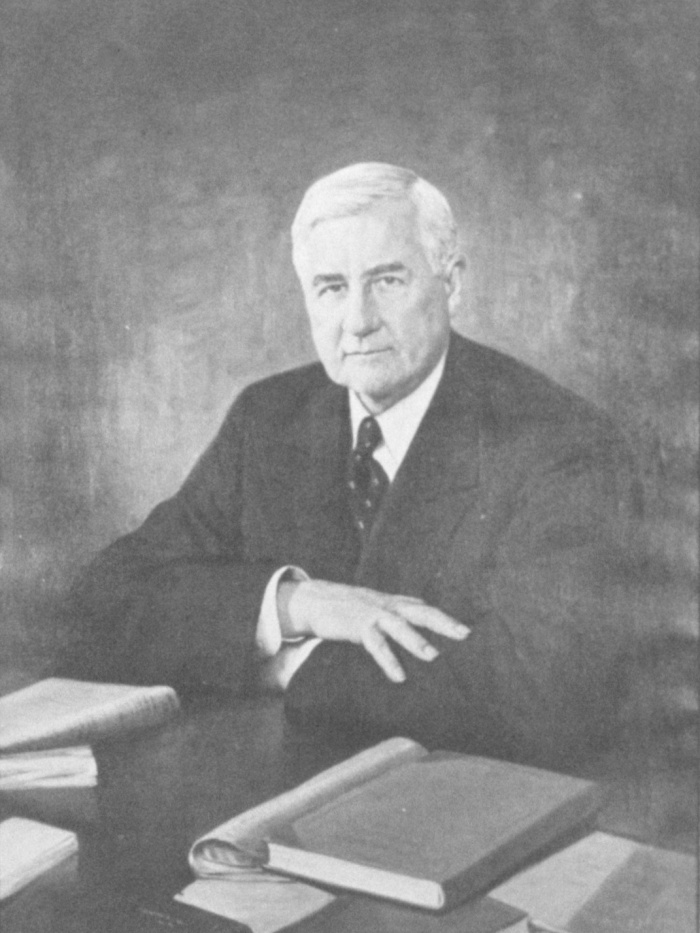
Jesse H. Jones

Jesse Holman Jones (* 5. April 1874 im Robertson County, Tennessee; † 1. Juni 1956 in Houston, Texas) war ein US-amerikanischer Unternehmer, Manager und Politiker (Demokratische Partei).

## Biografie
Jones stammte aus einfachen Verhältnissen und erhielt keine Sekundarschulbildung, sondern begann nach dem Besuch der Grundschule als Arbeiter im Holzgeschäft und gründete 1902 die South Texas Lumber Company. 1908 wurde er Mitbesitzer des Houston Chronicle. Während des Ersten Weltkrieges war er von 1917 bis 1918 Direktor der Allgemeinen Militärhilfe des Amerikanischen Roten Kreuzes. 1926 wurde er alleiniger Besitzer des "Houston Chronicle".
Während der Regierung des New Deal unter US-Präsident Franklin D. Roosevelt wurde er Mitglied der Nationalen Notstandsbehörde (National Emergency Board) und war zugleich zwischen 1933 und 1939 einer der Direktoren der Reconstruction Finance Corporation (RFC), einer von Präsident Herbert C. Hoover im Jahr 1932 gegründeten unabhängigen Bundesbehörde zur Bankenrettung und zur Unterstützung des wirtschaftlichen Wiederaufbaus nach der Great Depression. 1936 wurde er außerdem Vorsitzender des Vorstandes der Export-Import Bank of the United States in Washington. 1939 erfolgte zusätzlich seine Benennung zum Leiter der Bundeskreditagentur (Federal Loan Agency).
Am 19. September 1940 wurde Jones von Präsident Roosevelt als Nachfolger von Harry Hopkins zum Handelsminister (Secretary of Commerce) ernannt und gehörte dem Kabinett Roosevelts bis zum 1. März 1945 an. Durch eine vom Kongress verabschiedete Ausnahmegenehmigung blieb er zugleich bis März 1945 auch Direktor der RFC.
Nach seinem Ausscheiden aus der Regierung kehrte er nach Texas zurück, wo er wieder als Verleger des "Houston Chronicle" tätig war. 1951 erschien seine Autobiografie unter dem Titel "Fifty Billion Dollars".